# Чарівник бібліотеки
Чарівник бібліотеки (яп. 圕の大魔術師, Toshokan no Daimajutsushi) — японська серія манґи, написана та ілюстрована Міцу Ідзумі. Вона серіалізується у Good! Afternoon від Kodansha з листопаді 2017, її розділи зібрали у 8 томів танкобон станом на червень 2024.

## Публікація
Чарівник бібліотеки, написана та проілюстрована Міцу Ідзумі. Вона серіалізується у Good! Afternoon від Kodansha з 7 листопада 2017 року. Kodansha зібрала розділи в окремі томи танкобон. Перший том вийшов 6 квітня 2018 року. Станом на 6 червня 2024 року вийшло вісім томів.
Українською манґа виходить у видавництві Наша Ідея.

### Список томів
| № | Японською        | Японською              | Українською    | Українською            |
| № | Дата виходу      | ISBN                   | Дата виходу    | ISBN                   |
| - | ---------------- | ---------------------- | -------------- | ---------------------- |
| 1 | 6 квітня 2018    | ISBN 978-4-06-511243-4 | 7 липня 2022   | ISBN 978-617-7678-96-9 |
| 2 | 7 листопада 2018 | ISBN 978-4-06-513566-2 | 29 жовтня 2022 | ISBN 978-617-8109-05-9 |
| 3 | 7 серпня 2019    | ISBN 978-4-06-516736-6 | 11 квітня 2023 | ISBN 978-617-8109-43-1 |
| 4 | 5 червня 2020    | ISBN 978-4-06-519471-3 | 31 липня 2024  | ISBN 978-617-8396-51-0 |
| 5 | 7 червня 2021    | ISBN 978-4-06-523523-2 | —              | —                      |
| 6 | 7 червня 2022    | ISBN 978-4-06-528198-7 | —              | —                      |
| 7 | 7 червня 2023    | ISBN 978-4-06-531799-0 | —              | —                      |
| 8 | 6 червня 2024    | ISBN 978-4-06-535756-9 | —              | —                      |

## Сприйняття
Серія посіла 12 місце в рейтингу «Комікси, рекомендовані працівниками національного книжкового магазину у 2018 році» на сайті Honya Club. Серія посіла 50 місце у списку «Книга року» 2021 журналу Da Vinci. Французька газета Le Figaro вибрала Чарівника бібліотеки однією з шести рекомендованих манґ, представлених на Паризькому книжковому ярмарку 2019 року.